# Сара Шахи
Ааху Джахансуз (на персийски: آهو جهانسوز Aahoo Jahansouz) по-добре позната като Сара Шахи е американска актриса от ирански произход. Тя е най-известна с участието си в канадско-американския сериал „Ел Връзки“ като Кармен де ла Пика Моралес и в полицейската поредица „До живот“. През 2005 и 2006 тя е сред стоте най-красиви жени според списание „Максим“.

## Биография
Родена е на 10 януари 1980 в град Юлис, Тексас, САЩ в семейството на Абас Шахи, иранец преселил се от Иран, и Махмонир Шахи от индийски произход. Тя е прапраправнучката на иранския крал Фатх Али Шах Катар (1797 – 1834). Истинското ѝ име Аху означава газела на фарси. В Южния методистки университет в Далас завършва Английска филология и Оперно пеене. Още докато е ученичка в гимназията в родния си град тя започва да участва в конкурси за красота, като през 1997 печели конкурса Мис Форт Уърт, част от квалификациите за Мис САЩ. Между 1999 и 2000 е част от мажоретния състав на отбора по американски футбол Далас Каубойс.
Омъжена е за актьора Стив Хауи, с когото се запознава на снимачната площадка на сериала „Рийба“, в който той играе една от главните роли от 2001 до 2007. Двамата имат син Уилям Улф Хауи, роден на 9 юли 2009.

## Кариера
През 2000 г. на снимачната площадка на филма „Dr. T and the Women“ с Ричард Гиър и Хелън Хънт, докато изпълнява ролята на неназована мажоретка, тя се запознава с режисьора Робърт Алтман, който я окуражава да се премести в Лос Анджелис, за да стартира сериозна актьорска кариера. Скоро след това тя се мести в Холивуд, където получава епизодични роли в няколко известни сериала, сред които „Наричана още“ и „Кръгът на Доусън“. Шахи играе ролята на първия призрак в пилотния епизод на „Свръхестествено“, част от програмата на CW.
Сара Шахи е известна най-вече с ролята си на амбициозната диджейка от мексикански произход Кармен де ла Пика Моралез в хитовия драматичен сериал на Showtime „Ел Връзки“. Тя става част от актьорския състав през 2005 като част от новите персонажи, включени във втори сезон. Кармен първоначално започва интимна връзка с Джени Шектър (Мия Киршнер), но скоро след това се влюбва в Шейн Маккъчън (Катрин Мьониг). След два сезона участие Шахи не преподновява договора си и нейната героиня отпада от сюжетната линия. Прави епизодично участие във финалния епизод на последния шести сезон.
След напускането на „Ел Връзки“ Шахи има епизодични роли в сериали като „Teachers“, „Sleeper Cell“, „Рийба“ и „Семейство Сопрано“. Между 2007 и 2009 играе в полицейската драма на NBC „До живот“, която е прекратена след два пълни сезона. В този сериал тя играе ролята на детектив Дани Рийз от отдел „Убийства“.

## Частична филмография
Кино
- 2003 – „Доброто старо време“ (Old School)
- 2005 – „Почти любов“ (A Lot like Love)
- 2011 – „Скъпа, няма не мога“ (I Don't Know How She Does It)
- 2012 – „Куршум в главата“ (Bullet to the Head)
- 2023 – „Червено, бяло и кралско синьо“ (Red, White & Royal Blue)

Телевизия
- 2001 – 2002 – „Наричана още“ (Alias)
- 2005 – 2009 – „Ел Връзки“ (The L Word)
- 2007 – 2009 – „До живот“ (Life)
- 2011 – 2012 – „Почти законно“ (Fairly Legal)
- 2012 – 2013 – „Пожарникарите от Чикаго“ (Chicago Fire)
- 2013 – 2016 – „Под наблюдение“ (Person of Interest)